# Instituto de Banca y Comercio

NUC IBC (Antes conocido como Instituto de Banca y Comercio o IBC) es una institución privada postsecundaria, de carácter no tradicional, que ofrece carreras cortas y grados asociados a jóvenes y adultos en las áreas Comerciales, Técnicas/Vocacionales, de Salud, Belleza y Artes Culinarias. Opera bajo las leyes y reglamentos del Estado Libre Asociado de Puerto Rico.

## Historia
El Instituto de Banca y Comercio fue fundado por el señor Alberto Bocachica Turell en el año 1975 en la ciudad de San Juan, Puerto Rico, donde sólo contaba con dos salones de clases y 15 estudiantes.  Inicialmente, fue una institución especializada en preparar pagadores/receptores para la industria bancaria de Puerto Rico.  Por eso, su nombre original fue International Banking School (Escuela Internacional de Banca).

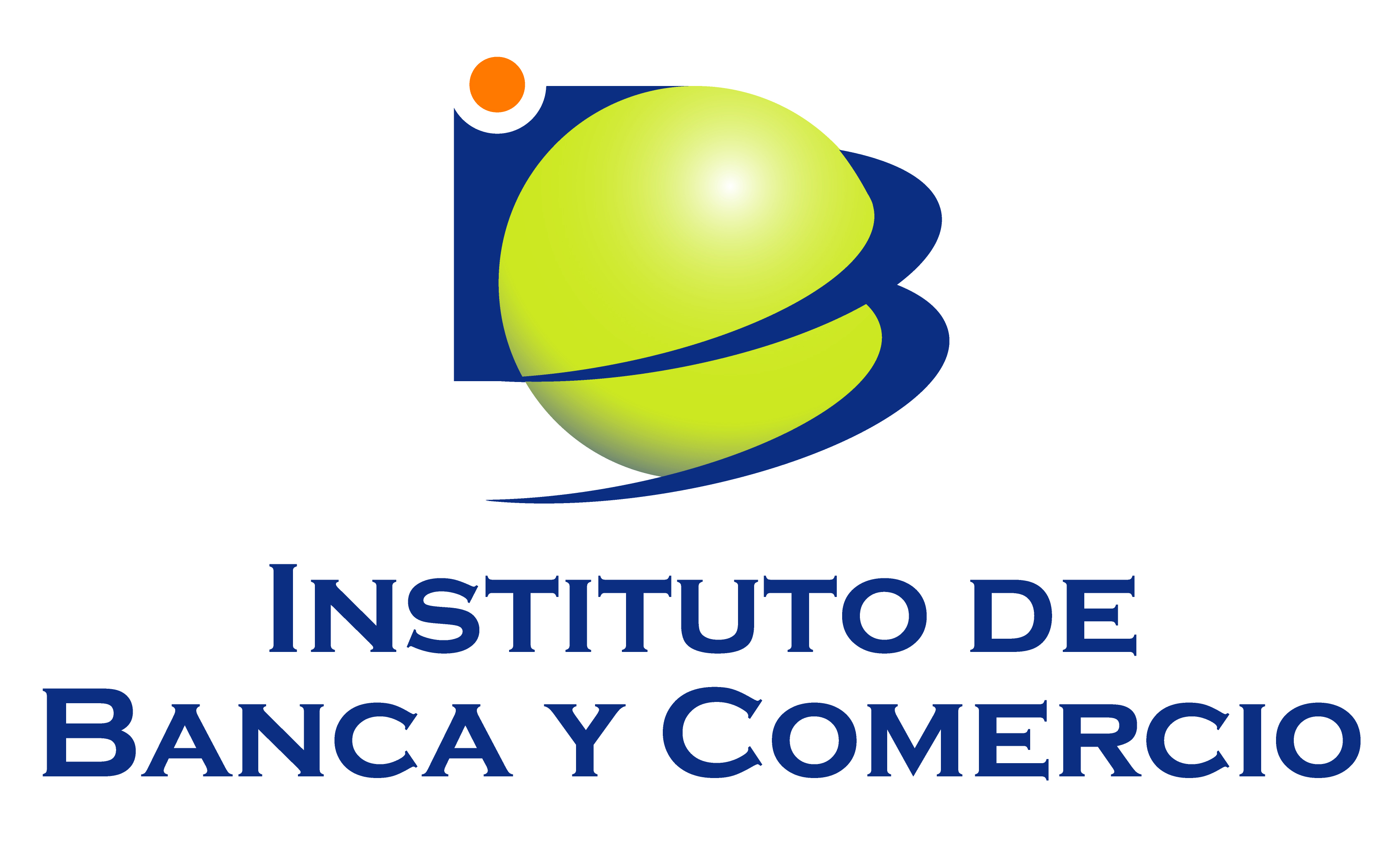
Antiguo logotipo de IBC.

Desde entonces, se ha mantenido en firme crecimiento y desarrollo, ramificándose a las carreras de mayor demanda en la Isla.  En la actualidad cuenta con 12 recintos y ocho centros de extensión, cubriendo a Puerto Rico de costa a costa; una población estudiantil anual de sobre 21,000 estudiantes y aproximadamente 1,600 empleados.  
En marzo de 2007, Instituto de Banca y Comercio fue adquirido por Leeds Equity Partners, una firma de inversionistas de Nueva York.
El éxito alcanzado por la Institución se debe a la capacidad y sentido de compromiso de sus profesores, a la localización de sus unidades, a la atención que ofrecida al estudiante, a la utilización de recursos tecnológicos modernos y la forma innovadora en que se ha administrado el proceso educativo, permitiendo la preservación académica dentro de un ambiente cambiante que ha sido menester incorporar a los currículos para actualizarlos.
EduK Group actualizó la marca a "NUC IBC" haciendo referencia a la marca principal de NUC University (Anteriormente National University Collage) como una división de esta universidad. Sin embargo, estas no comparten más allá de la marca de NUC University, pues su catálogo educativo es el mismo del Instituto de Banca y Comercio.

Nuevo logotipo de NUC IBC.

## Acreditaciones
Desde 1978, el Instituto de Banca y Comercio ha sido acreditado por el Accrediting Council for Independent Colleges and Schools (ACICS) para otorgar diplomas.  Todos sus programas están autorizados por el Área de Educación Básica del Consejo de Educación de Puerto Rico.  Los recintos de San Juan (2006) y Ponce (2009) están autorizados por el Consejo de Educación Superior y por ACICS para ofrecer programas de grados asociados.  Todas las unidades están autorizadas por el Departamento de Educación Federal para participar de los programas de Título IV de la Ley de Educación Superior Federal de 1965, según enmendada.
Además, tiene aprobaciones para aceptar estudiantes a través de Rehabilitación Vocacional, Work Investment Act (WIA), Administración de Corrección, y aprobación para el adiestramiento de estudiantes bajo los varios programas del Acta GI.

## Centros de estudio

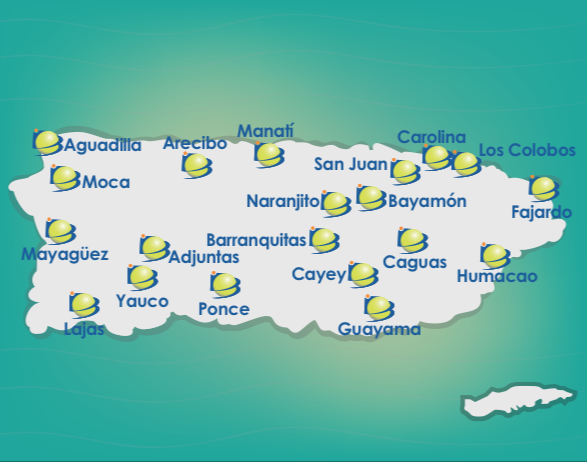
IBC locations' map

Recintos
- San Juan (1975)
- Ponce (1983)
- Mayagüez (1984)
- Cayey (1986)
- Guayama (1986)
- Manatí (1992)
- Fajardo (1991)
- Caguas (2000)
- Humacao (2008)
- Carolina (2009)
- Arecibo (2009)
- Bayamón (2010)

Centros de Extensión
- Adjuntas
- Aguadilla
- Barranquitas
- Lajas
- Los Colobos
- Moca
- Naranjito
- Yauco

## Programas Académicos
Programas Comerciales
- Integral Bancario
- Asistente Administrativo con Facturación Médica
- Turismo y Hoteles
- Administración de Sistemas de Computadoras
- Especialista en Sistemas de Información

Programas de Artes Culinarias
- Cocina Local e Internacional
- Bartending
- Panadería y Repostería Internacional

Programas Técnicos
- Técnico de Plomería
- Técnico Reparación de Computadoras y redes
- Electricidad con PLC
- Refrigeración y Aire Acondicionado con PLC
- Técnico de Alarma y Sonido

Programas de Belleza
- Cosmetología
- Barbería y Estilismo
- Tecnología de Uñas
- Estilismo y Diseño Avanzado
- Estética

Programas de Salud
- Técnico de Emergencias Médicas - Paramédico
- Enfermería Práctica
- Técnico de Cuidado Respiratorio
- Asistente de Cuidado en el Hogar
- Asistente Dental con Funciones Expandidas
- Técnico Quirúrgico
- Terapeuta de Masaje Profesional

Programas varían por centro.

## Miembro de EduK Group
Instituto de Banca y Comercio es miembro de EduK Group, Inc.
EduK Group fue inicialmente organizado en 2004 como la entidad asesora para sus instituciones. Fundada y con sede en Guaynabo, Puerto Rico, sus miembros incluyen cuatro instituciones de educación post-secundaria que ofrecen una gran diversidad de programas conducentes a certificados, diplomas, grados asociados, bachilleratos y maestrías.  Éstas son Instituto de Banca y Comercio (IBC), NUC University (National University Collage), Ponce Paramedical College (POPAC), y Florida Technical College (FTC).  Además, incluye dos escuelas especializadas: Digital Animation and Visual Effects (DAVE) School, y LaSalle Computer Learning Center, ambas divisiones de Florida Technical College, Inc. y localizadas en la Florida.      
El enfoque de EduK es servir al creciente mercado hispano.  EduK está dedicado a convertirse en el proveedor líder de educación post-secundaria en el mercado hispano y sus comunidades.  La experiencia combinada de sus instituciones en el campo de la educación, su estabilidad y evolución las han llevado a una matrícula combinada anual de sobre 27,000 estudiantes, posicionando a EduK como líder en la educación enfocada hacia carreras en la Isla.